# Ludwik Sitowski
Ludwik Sitowski (ur. 29 marca 1880 w Nowym Sączu, zm. 20 listopada 1947 w Poznaniu) – polski naukowiec, zoolog, entomolog. W latach 1925–1926 rektor Uniwersytetu Poznańskiego.

## Życiorys
Syn Jana (sędziego) i Zofii z Myszkowskich. Po ukończeniu gimnazjum w Nowym Sączu, rozpoczął studia w zakresie nauk przyrodniczych na Wydziale Filozoficznym Uniwersytetu Jagiellońskiego pod kierunkiem Antoniego Wierzejskiego i Henryka Hoyera. Został nauczycielem gimnazjum św. Anny w Krakowie, jednocześnie od 1909 był asystentem Wierzejskiego.
W październiku 1919 habilitował się na Uniwersytecie Jagiellońskim z zakresu zoologii, a 4 listopada 1919 został mianowany na profesora nadzwyczajnego.
Od 1919 do 1939 roku i w latach 1945–1947 był kierownikiem Katedry Zoologii i Entomologii, która powstała w 1919 roku jako jedna z pierwszych sześciu katedr na sekcji leśnej Wydziału Rolniczo-Leśnego Wszechnicy Piastowskiej w Poznaniu.
Prekursor metody biologicznego zwalczania owadów szkodników (głównie leśnych). Został uznany za światowy autorytet w dziedzinie pasożytniczych owadów.
Wspólnie z żoną Zofią prowadził liczne pionierskie prace nad biologią i zwalczaniem owadów szkodliwych m.in. sówki choinówki, borecznika, barczatki sosnówki, brudnicy mniszki, korników za pośrednictwem pasożytów owadzich z rodzin Ichneumonidae, Tachinidae, Chalcididae i Braconidae. Zajmował się także zoogeografią Pienin, fizjologią owadów oraz pszczelarstwem.
W 1921 r. został mianowany profesorem zwyczajnym. W latach 1920–1921 sprawował funkcję dziekana.
W latach 1925–1926 był rektorem Uniwersytetu Poznańskiego.
Mimo że jego kadencja przypadła na trudny okres kryzysu gospodarczego państwa, zdołał pokonywać trudności finansowe uczelni.
W czasie II wojny światowej przebywał w rodzinnej posiadłości, w Krościenku nad Dunajcem, w Pieninach, gdzie kontynuował badania. W połowie 1944 roku w posiadłości, którą posiadał wraz z żoną – Zofią Dziewolską, udzielił schronienia i przestrzeni pod laboratorium, pracującemu nad szczepionką na dur plamisty (powszechnie zwany tyfusem) profesorowi Rudolfowi Weiglowi.

## Śmierć
Zmarł w Poznaniu 20 listopada 1947 w drodze na wykład. Pochowany został na cmentarzu parafialnym św. Jana Vianneya w Poznaniu (kw. św. Barbary-rząd 19-grób 8).

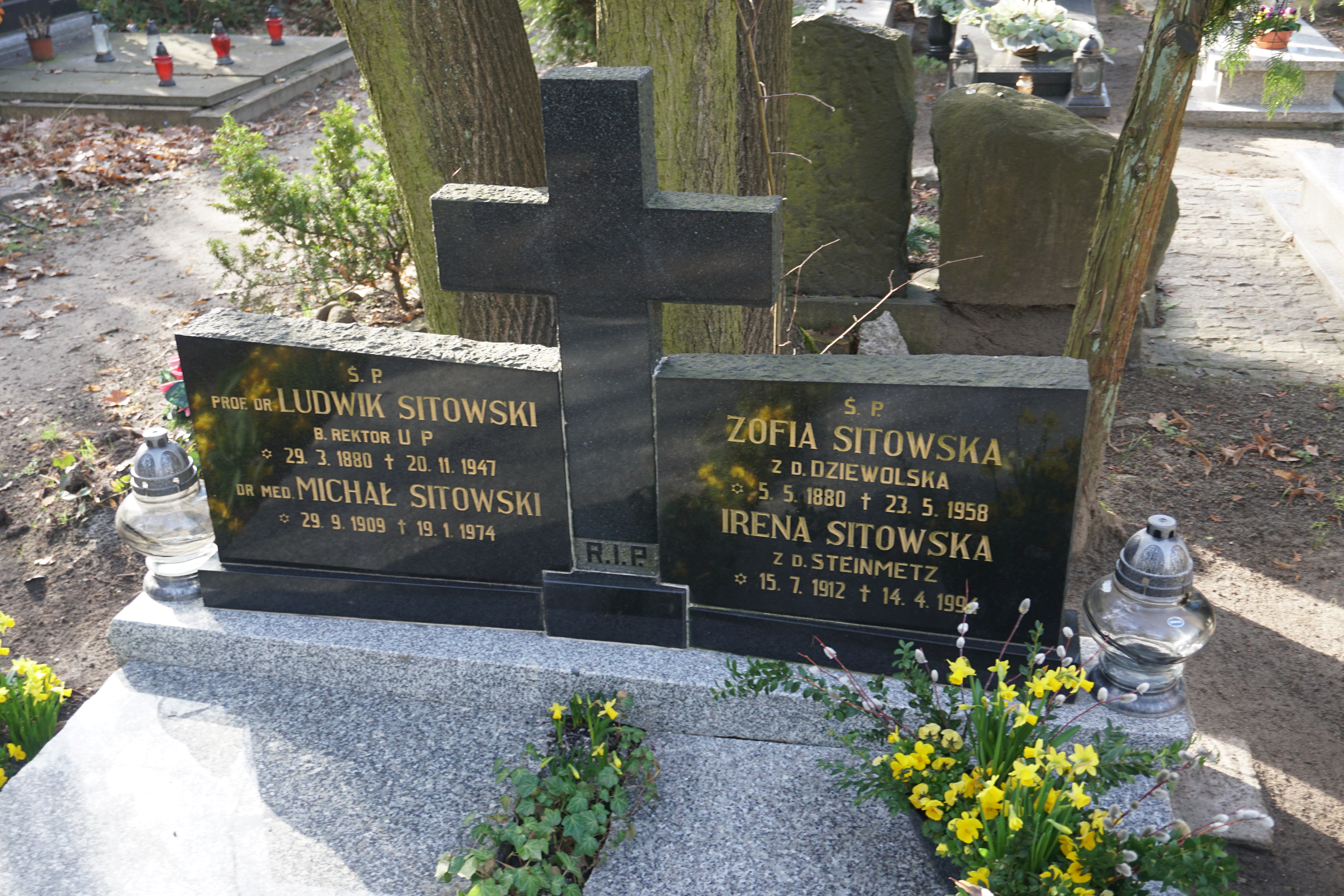
grób prof. Ludwika Sitowskiego na cmentarzu Sołackim